# Phyllachora pycrei
Phyllachora pycrei är en svampart som beskrevs av Syd. & P. Syd. 1917. Phyllachora pycrei ingår i släktet Phyllachora och familjen Phyllachoraceae.   Inga underarter finns listade i Catalogue of Life.